# Измайлов, Николай Фёдорович
Николай Фёдорович Измайлов (19 декабря 1891, дер. Надеждинка, Пензенская губерния, Российская империя — 6 августа 1971, Москва, СССР) — советский военно-морской деятель, активный участник Октябрьской революции и Гражданской войны в России, заместитель председателя Центробалта и первый комиссар Балтийского красного флота. Персональный пенсионер союзного значения.

## Биография
По дате рождения в различных официальных источниках встречаются разночтения. Обычно указывают, что Николай Фёдорович Измайлов родился в семье плотника в деревне Надеждинка Пензенского уезда 18 декабря 1892 года. Однако в метрических книгах церкви села Бекетовка, к которой относилась деревня Надеждинка, имеется запись о рождении 7 декабря (по новому стилю 19 декабря) 1891 года сына Николая в семье крестьян села Бекетовки Пензенского уезда Федора Евграфовича и Дарьи Ивановны Измайловых.
В 1913 году был призван на Балтийский флот Российской империи, где проходил службу на учебно-военном корабле «Африка». Из-за большой выносливости и физической силы был определён и продолжил службу инструктором при водолазной школе Балтийского флота, где ему было присвоено звание унтер-офицера, одновременно принимал участие в работе революционного кружка матросов.
После Февральской революции 1917 года стал членом левого крыла партии эсеров и был избран в состав учебного совета школы, а затем депутатом Кронштадтского Совета. С июня 1917 года входит в состав Центрального Комитета Балтийского флота (Центробалта) (всех 4 созывов), где получает назначение председателем военного отдела. В начале июля он вступил в РСДРП(б), и уже 5 июля 1917 года направился в Петроград во главе делегации моряков Балтийского флота, чтобы предъявить Всероссийскому демократическому совету требование Центробалта о переходе всей власти в руки Советов. Временное правительство арестовало Измайлова и его сослуживцев за государственную измену и шпионаж в пользу немцев. Рассмотрение уголовного дела затянулось, и в конце августа он был отпущен и направился в Гельсингфорс, где был назначен членом Гельсингфорского ревкома и комиссаром 5-й Кавказской казачьей дивизии в Финляндии.
В дни Октябрьского вооруженного восстания и подавления мятежа Керенского — Краснова, по личному указанию В. И. Ленина готовил и отправлял из Гельсингфорса в Петроград корабли и отряды моряков. Во главе отряда балтийцев сражался с белогвардейцами в Финляндии. С февраля 1918 года главный комиссар Балтийского флота, один из организаторов перебазирования основных сил флота из Гельсингфорса в Кронштадт (Ледовый поход). Делегат IV Всероссийского съезда Советов (март 1918 г.). С мая 1918 года комиссар Главного морского хозяйственного управления. В августе 1918 года назначен уполномоченным Реввоенсовета Республики по организации и вооружению Волжской флотилии, затем проходит службу — начальником снабжения флотилии, а после — командиром Нижнегородского военного порта. С марта 1920 года назначен командующим морскими и речными силами Юго-Западного фронта (Черноморский флот), на базе которых в конце мая сформировались морские силы Черного и Азовского морей. В 1921 году — командир портов Черного и Азовского морей. Во время Гражданской войны участвовал в боевых действиях против мятежного чехословацкого корпуса, войск Колчака, Деникина и Врангеля.
С января 1922 года — начальник и комиссар Главного морского техническо-хозяйственного управления. В феврале 1923 года был снят с должности по обвинению в получении взяток и в разложении вверенного ему Главка. По мнению ряда историков, «дело Измайлова» было сфабрикованно Л. Д. Троцким из-за конфликтов Измайлова с его протеже Ф. Ф. Раскольниковым. Вместе с Измайловым была арестована и его жена О. В. Гелеванова. Приговором Военной Коллегии Верховного Суда СССР от 31 октября 1923 года Измайлов и Гелеванова были осуждены «за бесхозяйственность, взяточничество, злоупотребление служебным положением» и оба приговорены к расстрелу, но Постановлением Президиума ЦИК СССР расстрел был заменен десятью годами исправительно-трудового лагеря. в июле 1924, по постановлению ВЦИК, амнистирован и освобождён, с поражением в правах. В 1929 году восстановлен в правах, после чего занимал ответственные посты в военно-морском флоте, в наркомате морского транспорта, в Главсевморпути и других ведомствах.
В июне 1940 года он был вновь арестован, как потом выяснилось, по клеветническому доносу. За «участие в антисоветской группе» его приговорили к восьми годам лагерей. По отбытии полностью срока наказания в феврале 1948 года был направлен в ссылку, откуда был освобожден только в 1955 году. Реабилитирован в 1956 году. В общей сложности в местах заключения провёл почти 16 лет.
В последние годы жизни персональный пенсионер союзного значения проживал в Москве, активно занимался общественной деятельностью и литературным творчеством. В 1964 году о его жизни и боевом пути была издана книга. Указом Президиума Верховного Совета СССР от 28 октября 1967 года «За активное участие в Великой Октябрьской социалистической революции, гражданской войне и в борьбе за установление Советской власти в 1917—1922 гг., в связи с пятидесятилетием Великого Октября» был награжден орденом Красной Звезды .
Умер 6 августа 1971 года в Москве, кремирован и захоронен в колумбарии Новодевичьего кладбища

## Память
- В феврале 1973 года в честь Николая Фёдоровича Измайлова была названа улица в городе Пенза[3].